# Once Aboard the Lugger (film 1914)
Once Aboard the Lugger è un cortometraggio muto del 1914 diretto da Hay Plumb.

## Trama
Harold, dopo essere stato arrestato, sfugge al carcere giusto in tempo per salvare l'amata da un conte.

## Produzione
Il film fu prodotto dalla Hepworth.

## Distribuzione
Distribuito dalla Hepworth, il film - un cortometraggio di 167,64 metri - uscì nelle sale cinematografiche britanniche nel febbraio 1914. Venne distribuito il 20 luglio 1914 anche negli Stati Uniti usando il sistema dello split reel: nelle proiezioni, veniva programmato accorpato in un'unica bobina con un altro cortometraggio, sempre prodotto dalla Hepworth, la commedia Poorluck Minds the Shop.
Si conoscono pochi dati del film che, prodotto dalla Hepworth, fu distrutto nel 1924 dallo stesso produttore, Cecil M. Hepworth. Fallito, in gravissime difficoltà finanziarie, il produttore pensò in questo modo di poter almeno recuperare il nitrato d'argento della pellicola.